# カール・ラインムート
カール・ヴィルヘルム・ラインムート（Karl Wilhelm Reinmuth, 1892年4月4日 - 1979年5月6日）は、ドイツの天文学者。

## 経歴
彼は1912年から1957年までハイデルベルクのケーニッヒシュトゥール天文台に勤務。

## 研究内容・業績
- ケーニッヒシュトゥール天文台に勤務し、1914年10月15日に小惑星(796)サリタを発見したのを皮切りとして、計395個の小惑星を発見した[1]。なかには、彼自身命名できずに終わり、近年になって中野主一らにより命名されたものもある。

その発見の中でも特筆すべきは、アポロ群の天体である(1862)アポロと(69230)ヘルメスを発見したこと、トロヤ群の天体である(911)アガメムノン、(1143)オデュッセウス、(1172)アエネアス、(1173)アンキセス、(1208)トロイルス、(1404)アヤックス、(1437)ディオメデス、(1749)テラモンを発見したことである。
- 2つの彗星も発見しており、ラインムート第1彗星 (30P)、ラインムート第2彗星 (44P)と名づけられている。
- 小惑星(1111)ラインムーティアは彼が発見し、自身の名を与えた[2]。

小惑星番号の1227番から1234番までは、すべてラインムートの発見した小惑星で、この頭文字を番号順に並べると、"GSTRACKE"となる。これはドイツの天文学者グスタフ・シュトラッケ (G. Stracke) のことであるが、シュトラッケは自分の名前を小惑星の名前にしないように求めていたため、彼の意思を尊重してこのような形になった。これらは1230番（アメリカのアマチュア天文学者ヒュー・ライスにちなむ）を除き植物の属名から命名されている。
- (1227) Geranium ゲラニウム
- (1228) Scabiosa スカビオサ
- (1229) Tilia ティリア
- (1230) Riceia ライシア
- (1231) Auricula アウリクラ
- (1232) Cortusa コルトゥサ
- (1233) Kobresia コブレシア
- (1234) Elyna エリナ

## 命名した惑星関連
また、彼の発見した小惑星の一つである(5535)アンネフランク（命名はG. Aikman）には、2002年にスターダスト探査機が接近し、間近から観測している。